# Атлетиба
Атлетиба (на португалски: Atletiba) е името на дербито между футболните отбори Атлетико Паранаенсе и Коритиба от бразилския град Куритиба. Названието е съставено от съответно първите и последните букви от имената на отборите. Дербито е едно от най-големите и най-оспорваните, защото двата отбора за най-популярните в щата Парана.
В началото на 20 век хората, живеещи от дълги години в Куритиба, повечето богаташи и аристократи, подкрепят отборите на Америка и Интернасионал, които през 1924 г. се обединяват под името Атлетико Паранаенсе. Новата вълна емигранти, главно от Германия, подкрепят Коритиба. Това разделение сред феновете на отборите вече не съществува, но са останалите презрителните прякори на отборите и агитките им. Коритиба са coxas brancas – бели бедра (заради цвета на кожата на повечето фенове и играчи на отбора), а Атлетико са almofadinhos – обидно название за богаташ.
Първото дерби Атлетиба се състои на 8 юни 1924 г. и завършва с победа за Коритиба с 6:3. Най-разгромната победа за Атлетико е 6:2 на 6 април 1938 г., а за Коритиба - 7:0 на 7 август 1959 г. Най-резултатните двубои са на 23 ноември 1930 г. и 15 април 1951 г. – съответно 7:4 за Атлетико и 6:5 за Коритиба.
|      | Мачове | Атлетико | Равенства | Коритиба |
| Общо | 357    | 115      | 105       | 137      |